# Moritz (cervesa)
Moritz és una marca de cervesa fundada el 1856 a Barcelona pel mestre cerveser alsacià Louis Moritz, i rellançada al mercat l'estiu del 2004 pels seus descendents, la família Roehrich Saporta (Grupo Agora).

## Història
Louis Moritz Trautmann, fundador de l'empresa, va emigrar a Barcelona des de Pfaffenhoffen (Alsàcia) el 1851. El 1856 ja fabricava la seva pròpia cervesa i, tres anys més tard, va comprar la fàbrica de Joan Maurer al carrer del Portal de Santa Madrona. El 1864, es va traslladar a unes noves instal·lacions a tocar de la Ronda de Sant Antoni, fora de les muralles de la ciutat. Aquesta fàbrica va estar en ús durant un segle i es va tancar el 1966, quan la producció es va traslladar a Parets del Vallès, sota la raó social Cervezas Barcelona SA. Tot i això, l'empresa va fer fallida el 1978.
El 2004, Daniel Roehrich Moritz (†2018) i els seus fills Jorge, Eduardo i Daniel Roehrich Saporta,
descendents del fundador, van rellançar la marca amb molt d'èxit. La producció es fa a la fàbrica de cervesa La Zaragozana de Saragossa, propietat de la família, utilitzant aigua de la deu Font d'Or del massís del Montseny, pertanyent al grup Vichy Catalán. Per a la distribució, van adquirir dues empreses catalanes del ram, Noeda, de Molins de Rei, i Pozo, de Sant Adrià, i el 2010 es van associar amb la cafetera italiana Lavazza. Els seus productes tenen tot l'etiquetat en català, i el 2010 fou guardonada amb el Premi Pompeu Fabra de la Generalitat de Catalunya.
El 2009, l'empresa va reobrir el Bar Velòdrom al carrer de Muntaner, i el 2011, van obrir la Fàbrica Moritz Barcelona a la Ronda de Sant Antoni, 41, com un espai de degustació, cultural i museístic dissenyat per l'arquitecte francès Jean Nouvel, on el 2016 hi van crear el Moritz Beer Lab, el centre de R+D+I de la marca. El 2021 van obrir un tercer establiment a la Rambla de Catalunya, la Casa Moritz.

## Productes

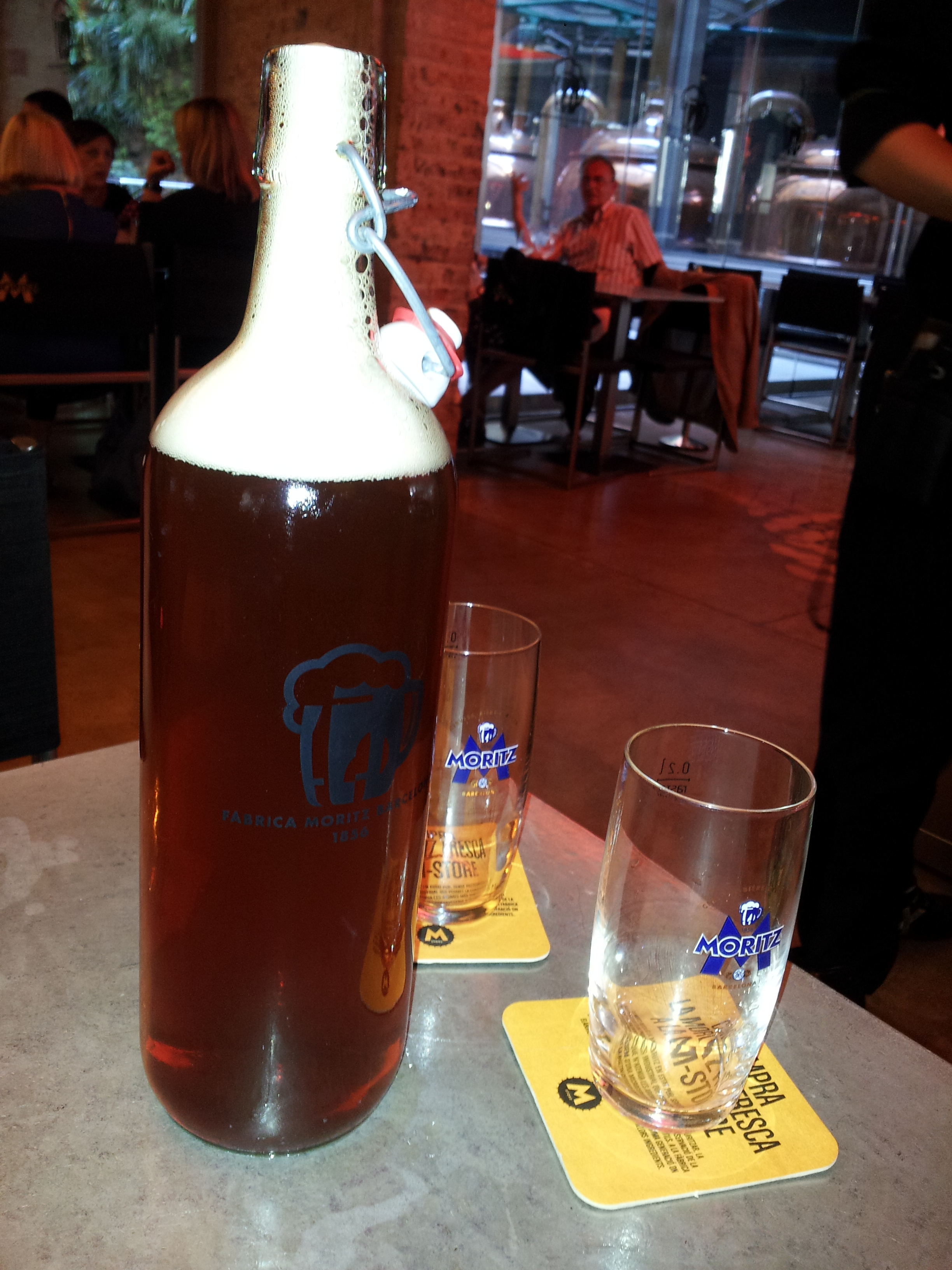
Un litre de Moritz Epidor fresca a la Fàbrica Moritz Barcelona

- Moritz Original, elaborada mitjançant la cocció de maltes extrapàlides i perfumada amb una infusió de flors de llúpol aromàtiques de Saaz (República Txeca).[11]
- Moritz 7, una cervesa prèmium lager especial de 5,5º i 100% malta. És el resultat de la combinació de dues maltes que donen lloc a una cervesa espumosa, amb equilibri entre cos i sabor.[12][13]
- Moritz Epidor, una cervesa torrada extra de fermentació llarga, elaborada amb ingredients naturals, com la malta caramelitzada, la qual cosa li confereix un cos compacte. També s'hi utilitza aigua del Montseny i llúpol aromàtic. Amb una graduació de 7,2º, és la cervesa més forta de la marca i, encara que es va recuperar el 2009, la fórmula original data de 1923.[14]
- Moritz 0,0 (sense alcohol), és una cervesa de color pàlid, i destaca pel seu aroma amb notes florals. També està elaborada íntegrament amb aigua mineral de la deu Font d'Or i perfumada amb flor de llúpol de Saaz.[15]
- Moritz Red IPA, la primera Moritz d'alta fermentació, Red India Pale Ale.[16]
- Moritz Radler, cervesa Moritz Original a la que se li afegeix suc de llimona 100% natural.[17]